# 瓦伊斯運動
瓦伊斯運動，是19世纪後期至20世纪早期韃靼斯坦韃靼人的反俄政治、社會、宗教運動，也包含階級鬥爭和民族主義。運動奠基人是韃靼人巴哈韋提丁·瓦伊塞夫。
這個運動在韃靼人各階層也得廣泛支持，雖然巴哈韋提丁·瓦伊塞夫在1884年被逮捕，但他的信徒仍然在伏爾加河流域活動。
運動指揮者瓦伊塞夫主張不服從俄羅斯法律和官吏，逃税和拒絕獲得配有雙頭鷹的俄羅斯護照，只忠誠於沙里亞法和古蘭經。在他和一些領導人被捕後，他的信徒轉向地下活動。瓦伊塞夫在1893年死後，他的兒子Gainan在二十世纪初繼續領導活動。
1905年革命後，瓦伊斯運動重新改組為伊斯蘭社會主義。十月革命後一些人加入紅軍並支持蘇聯，在二十年代領導人Gainan被身份不明的人士暗殺後，他的一些徒眾在奇斯托波爾成立新保加爾運動，在1930年代大清洗後這運動正式消失。